# Jan van de Kam
Jan van de Kam  (1938) is een Nederlandse natuurfotograaf, filmmaker en auteur.
Van de Kam begon zijn loopbaan als fotograaf, maar maakte na enige tijd ook diverse films, onder meer over de Waddenzee. Daarnaast illustreerde hij talloze natuurboeken met zijn foto's en was ook auteur van dergelijke boeken. Daarbij werkte hij vaak nauw samen met natuurbeschermers en ecologen.
Boeken waar hij aan meewerkte zijn onder meer:
- Rivierenland, 1975.
- Spectrum atlas van de Nederlandse landschappen (met M.F. Morzer Bruyns, Jac. G. Constant en R.J. Benthem), 1979.
- Spectrum atlas van beschermde natuurgebieden Nederland & België (Met Jac. G. Constant), 1984.
- De Wadden, 1990.
- Ecologische atlas van de Nederlandse wadvogels (met onder anderen Theunis Piersma), 1999.
- Shorebirds (met Bruno Ens), 2004.

- Biblioteca Nacional de España: XX903614
- Bibliothèque nationale de France: cb16546428m (data)
- International Standard Name Identifier: 0000 0000 7146 4903
- Library of Congress Control Number: n80162265
- Nederlandse Thesaurus van Auteursnamen: 069046018
- RKD-Nederlands Instituut voor Kunstgeschiedenis: 119093
- Système universitaire de documentation: 103898441
- Virtual International Authority File: 25281712
- WorldCat: E39PBJtcFHcpQ3fqBrGkgCW7HC